# Jamil Haddad

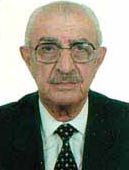
Jamil Haddad

Jamil Haddad (* 2. April 1926 in Rio de Janeiro; † 11. Dezember 2009 ebenda) war ein brasilianischer Politiker.

## Biografie
Haddad studierte nach dem Schulbesuch Medizin an der Universidade do Brasil, der heutigen Universidade Federal do Rio de Janeiro (UFRJ), das er 1949 abschloss. Anschließend war er als Orthopäde tätig.
Seine politische Laufbahn begann er 1962, als er zum Abgeordneten des Parlaments des Bundesstaates Rio de Janeiro gewählt wurde. 1982 wurde er zum Senator gewählt und war in dieser Funktion auch Mitglied der Konstituierenden Versammlung (Assembleia Constituinte) während der Endphase der Militärdiktatur. 1985 gehörte er zu den Neugründern der Partido Socialista Brasileiro (PSB), die ihn 1988 zu ihrem Ehrenpräsidenten wählte.
Während der Präsidentschaft von Itamar Franco (Oktober 1992 bis Dezember 1994) war Haddad Gesundheitsminister (Ministro da Saúde). In seine Amtszeit fiel insbesondere die Verabschiedung des Gesetzes über Generika (Decreto dos medicamentos genéricos).